# Félix del Blanco Prieto
Félix del Blanco Prieto (* 15. Juni 1937 in Morgovejo, Kastilien-León, Spanien; † 10. April 2021 in Rom) war ein spanischer römisch-katholischer Geistlicher, Diplomat des Heiligen Stuhls und Kurienerzbischof. Er war zuletzt von 2007 bis 2012 Päpstlicher Almosenier der Apostolischen Almosenverwaltung und zuvor als Apostolischer Nuntius tätig.

## Leben
Félix del Blanco Prieto empfing am 27. Mai 1961 die Priesterweihe. 1968 trat er in den diplomatischen Dienst des Vatikans ein, absolvierte eine Ausbildung an der Päpstlichen Diplomatenakademie und war in den Nuntiaturen in Mexiko, Argentinien und Österreich tätig. Er war ab 1988 enger Mitarbeiter des damaligen Kardinalstaatssekretärs Agostino Casaroli im Staatssekretariat mit Aufgaben im Bereich der Internationalen Beziehungen.
Am 31. Mai 1991 wurde er von Johannes Paul II. zum Titularerzbischof von Vannida sowie zum Apostolischen Pro-Nuntius von São Tomé und Príncipe und Apostolischen Delegaten in Angola ernannt. Die Bischofsweihe spendete ihm Agostino Kardinal Casaroli am 6. Juli desselben Jahres in der Kathedrale von León. Mitkonsekratoren waren der Erzbischof von Madrid, Angel Kardinal Suquía Goicoechea, und der Bischof von León, Antonio Vilaplana Molina. 1996 wurde er Apostolischer Nuntius in Kamerun und Äquatorialguinea, 2003 in Malta und Libyen.
Am 28. Juli 2007 wurde er von Papst Benedikt XVI. in Nachfolge von Oscar Rizzato zum Präsidenten der Apostolischen Almosenverwaltung (Päpstlicher Almosenier) bestellt und damit für soziale Aufgaben im Umfeld des Vatikans zuständig. Papst Benedikt XVI. ernannte ihn zudem am 9. Mai 2009 zum Mitglied der Kongregation für die Evangelisierung der Völker.
Am 3. November 2012 nahm Papst Benedikt XVI. das von Félix del Blanco Prieto aus Altersgründen vorgebrachte Rücktrittsgesuch an. Félix del Blanco Prieto starb am 10. April 2021 im Alter von 83 Jahren in der römischen Gemelli-Klinik.